# Trochocyathus gardineri
Espèce
Statut CITES
Trochocyathus gardineri est une espèce de coraux appartenant à la famille des Caryophylliidae.

## Description et caractéristiques
Selon la base de données WoRMS, Trochocyathus gardineri fait partie du sous-genre Trochocyathus (Trochocyathus)  Milne Edwards & Haime, 1848.